# Bilicz
Bilicz (ukr. Біличі, Biłyczi) – wieś na Ukrainie, w obwodzie lwowskim, w rejonie samborskim (wcześniej w rejonie starosamborskim), nad rzeką Jabłonką, siedziba rady wiejskiej. W 2001 roku liczyła 1412 mieszkańców.
Wieś dzieli się na Bilicz Górny (nad potokiem Bilicz) i Bilicz Dolny (poniżej ujścia potoku Bilicz do Jabłonki).
Wieś prawa wołoskiego, położona była w drugiej połowie XV wieku w ziemi przemyskiej województwa ruskiego. W II Rzeczypospolitej miejscowość początkowo wchodziła w skład powiatu starosamborskiego, a od 1932 roku – samborskiego, w województwie lwowskim. W 1921 roku liczyła 1764 mieszkańców. 

## Ważniejsze obiekty
- cerkiew greckokatolicka wzniesiona w 1905 roku
- cerkiew greckokatolicka wzniesiona w 1946 roku